# Brachychiton garrawayae
Brachychiton garrawayae är en malvaväxtart som först beskrevs av Jacob Whitman Bailey, och fick sitt nu gällande namn av G.P. Guymer. Brachychiton garrawayae ingår i släktet Brachychiton och familjen malvaväxter. Inga underarter finns listade i Catalogue of Life.